# Djougou II
Djougou II ist ein Arrondissement im Département Donga im westafrikanischen Staat Benin. Es ist eine Verwaltungseinheit, die der Gerichtsbarkeit der Kommune Djougou untersteht.

## Demografie und Verwaltung
Gemäß der Volkszählung 2013 des beninischen Statistikamtes INSAE hatte das Arrondissement 30.892 Einwohner, davon waren 15.429 männlich und 15.463 weiblich.
Von den 122 Dörfern und Quartieren der Kommune Djougou entfallen 13 auf Djougou II:
1. Alfa-Issa
2. Angaradébou
3. Bassala
4. Bonborh
5. Djakpingou
6. Kakabounou-béri
7. Kparsi
8. Kpatouhou
9. Léman-Bogou
10. Léman-mandè
11. Nalohou
12. Timtim-Bongo
13. Wargou